# Cugnaux
Cugnaux je francouzská obec v departementu Haute-Garonne v regionu Okcitánie. V roce 2013 zde žilo 13 638 obyvatel. Je součástí aglomerace města Toulouse.

## Poloha obce
Sousední obce jsou: Plaisance-du-Touch, Portet-sur-Garonne, Toulouse, Tournefeuille a Villeneuve-Tolosane.

## Vývoj počtu obyvatel
Počet obyvatel